# TOCA World Touring Cars
TOCA World Touring Cars es un videojuego de carreras de 2000 desarrollado y publicado por Codemasters para PlayStation y Game Boy Advance. Es el tercer juego de la serie TOCA.
TOCA World Touring Cars presenta varios campeonatos de turismos de todo el mundo, pero a pesar de llevar el nombre TOCA, no se incluyó una serie del Campeonato Británico de Turismos (TOCA) con licencia completa. Esto molestó a muchos fanáticos de la serie, pero el éxito continuó. El juego en general se volvió más "Arcade" y el reemplazo de las vueltas de calificación con posiciones aleatorias en la parrilla junto con la omisión de penalizaciones por mala conducción hizo que el juego fuera mucho más jugable para el jugador casual. Curiosamente, a diferencia de los dos primeros títulos de la serie TOCA, World Touring Cars no se lanzó en una versión para Microsoft Windows.
Para el mercado norteamericano, el juego se lanzó como Jarrett & Labonte Stock Car Racing, con la portada con los pilotos de NASCAR Jason Jarrett y Justino Labonte.

## Jugabilidad
TOCA World Touring Cars es más grande y mejor que sus antecesores, en lugar de solo la serie británica de turismos, ha ampliado el juego para que se pueda competir en campeonatos de turismos de toda Europa, América, Asia y Australia. Se puede competir en una carrera de exhibición o participar en un modo de campeonato realista, donde se elige un escenario, primero se tiene que completar la sesión de prueba, similar a Gran Turismo. Después de eso, se establece un objetivo para alcanzar antes del final de la temporada. Si se completa el objetivo, se desbloquean autos secretos.

## Recepción
El juego recibió críticas "favorables" según el sitio web review aggregator Metacritic. En Japón, donde la versión de PlayStation fue portada y publicada por Spike bajo el nombre WTC: World Touring Car Championship (WTC ワールド・ツーリングカー・チャンピオンシップ WTC Wārudo Tsūringukā Chanpionshippu?) el 9 de noviembre de 2000, Famitsu le dio una puntuación de 27 sobre 40.
La versión de PS fue un éxito de ventas en el Reino Unido, reemplazando WWF SmackDown!. En los medios, una vez más la franquicia fue comparada con la serie Gran Turismo y TOCA fue recibido calurosamente por gran parte de la prensa especializada, sobre todo con una puntuación de 10 de 10 en Official UK PlayStation Magazine. Los gráficos detallados y suaves fueron especialmente elogiados, y tenía "una combinación ideal de conducción, choques y progresión profesional".
La misma versión de consola quedó finalista en el premio anual de "GameSpot" al "Mejor juego de conducción" entre los juegos de consola, perdiendo ante Test Drive Le Man.